# Lacinipolia cinereoviridis
Lacinipolia cinereoviridis är en fjärilsart som beskrevs av Embrik Strand 1917. Lacinipolia cinereoviridis ingår i släktet Lacinipolia och familjen nattflyn. Inga underarter finns listade i Catalogue of Life.